# Шевченко (фамилия)
Шевче́нко — распространённая украинская фамилия.
Существует несколько версий происхождения фамилии:
1. Цеховая, то есть данная по ремеслу. Ремесло это называлось шевчевским[1]. Швец, шевец — это портной, сапожник занимающийся шитьём одежды, обуви из ткани и кожи. Такое название этой профессии было распространено в деревнях и сёлах восточной Украины. Сыновья шевцов получали фамилию Шевченко и множество других похожих фамилий[2].
2. По должности. У запорожских казаков шомпольщик, чистивший шомполом дула мушкетов, назывался «шевчик»[3]. Хотя, с другой стороны, шевчиками называли так же помощников шевцов (портных)[4].

Большинство предков Шевченко получили свою фамилию первым способом. В их числе и предки известного поэта — Т. Г. Шевченко.